# Trichlorure d'iode
Le trichlorure d'iode est un composé d'iode et de chlore. Il se présente sous forme d'un solide jaune vif.
Au niveau moléculaire, c'est un dimère planaire : I2Cl6, Cl2I(μ-Cl)2ICl2 ; avec deux atomes Cl de pont.
Au point de fusion, il est conducteur, ce qui indiquerait une dissociation du dimère:
I2Cl6 {\displaystyle {\overrightarrow {\leftarrow }}} ICl2+ + ICl4−
C'est un agent oxydant, capable d'initier le feu par contact avec des matières organiques.

## Synthèses possibles
- Le trichlorure d'iode peut être obtenu en chauffant une mixture d'iode liquide et de chlore gazeux à 105 °C.
- Il peut être préparé en faisant réagir l'iode avec un excès de chlore liquide à −70 °C.
- Il peut être synthétisé par l'action du dichlore gazeux sur le monochlorure d'iode : ICl + Cl2 → ICl3